# Веселов, Артемий Николаевич
Артемий Николаевич Веселов (18 [31] октября 1906, Романово-Борисоглебский уезд, Ярославская губерния или Даниловский уезд, Ярославская губерния — 22 марта 1994, Курск) — советский и российский учёный, педагог, доктор педагогических наук, профессор; ректор Курского педагогического института.

## Биография
Артемий Николаевич Веселов родился 18 (31) марта 1906 в деревне Марьино Ярославской губернии (ныне — Даниловского района Ярославской области). С 1928 года являлся членом Коммунистической партии. В 1930 году завершил обучение на общественно-экономическом отделении Московского педагогического института имени К. Либкнехта и в том же году начал педагогическую работу в высшей школе. С 1943 по 1994 годы работал в Курском педагогическом институте, был ректором, заведующим кафедрой, профессором кафедры педагогики. Глубоко исследовал и анализировал российскую историю профессионально-технического образования. В 1952 году успешно защитил диссертацию на соискание степени доктора педагогических наук на тему «Очерки истории низшего профессионально-технического образования и подготовки рабочих кадров в РСФСР». В 1964 году получил научное звание — профессор.
Проживал в Курске. Умер 22 марта 1994 года.

## Научная деятельность
Веселов является автором 50 научных работ, в том числе целого ряда значимых для истории педагогики монографий. В 1982 году за участие в подготовке монографии «Очерки истории профессионально-технического образования в СССР» был удостоен премии Академии педагогических наук СССР имени К. Д. Ушинского.

## Награды
- Орден Ленина,
- Орден Трудового Красного Знамени,
- Медаль К. Д. Ушинского,
- Отличник народного просвещения РСФСР,
- премия Академии педагогических наук СССР имени К. Д. Ушинского.